# تترای اکسلرود
تترای اکسلرود (نام علمی: Hyphessobrycon axelrodi)، گونه‌ای از تتراها از خانواده کاراسینان است.
این گونه به افتخار ناشر کتاب حیوانات خانگی، هربرت آر. اکسلرود (۱۹۲۷–۲۰۱۷)، که نمونه‌ها و گونه‌های مختلف را جمع‌آوری می‌کرد، نام‌گذاری شده‌است.

## ویژگی‌ها
تترای اکسلرود، ماهی کوچک، رنگین کمانی نقره‌ای رنگ با نوک‌سفید باله‌های پشتی، مقعدی و لگنی و دارای دم قرمزی است. ماده‌ها ساده‌تر و کدرتر، با باله‌های نوک خاکستری کم رنگ و دارای دم صورتی مات هستند.

## پراکنش
اکسلرود بومی کشور جزیره‌ای ترینیداد است. در ارتفاعات کم در آبهای شیرین و لب شور در نزدیکی مناطق باتلاقی زندگی می‌کند.